# Wehlaberg
Der Wehlaberg bei Krausnick-Groß Wasserburg ist mit einer Höhe von 144,1 m ü. NHN die höchste Erhebung der Krausnicker Berge in Brandenburg. Auf seinem Gipfel steht ein Aussichtsturm.

## Geographie

### Lage
Der Wehlaberg liegt im brandenburgischen Landkreis Dahme-Spreewald im Biosphärenreservat Spreewald etwa 2 km südlich von Köthen, einem Dorf am Südrand des Köthener See, 3,5 km nordnordwestlich von Krausnick und 3,3 km westlich von Groß Wasserburg, beide Ortsteile der Gemeinde Krausnick-Groß Wasserburg. Sein bewaldeter Gipfel liegt auf der Gemarkung von Groß Wasserburg.

### Schutzgebiet
Der nordwestliche Teil des Wehlabergs liegt im Naturschutzgebiet Heideseen.

## Aussichtsturm
Der Wehlaberg ist schon seit längerer Zeit ein beliebter Aussichtspunkt. So wurde schon 1896 in einem Wanderführer die schöne Aussicht von einem eisernen Pyramidengerüst der Landesvermessung berichtet. Später folgten zwei Aussichtstürme, von denen der erste wegen Baufälligkeit abgerissen wurde. Der zweite Turm wurde wieder abgebaut, da er die unerwünschte Einsicht in ein sowjetisches Militärobjekt geboten hatte.
Der heutige Aussichtsturm wurde im Jahr 2003 errichtet und hat eine Höhe von 28 Meter. Der untere Teil des auf quadratischem Grundriss stehenden Turms ist in massiver Bauweise ausgeführt, der höhere obere Teil in teilverschalter Holzbauweise. Eine Betontreppe führt zu der überdachten unteren Plattform, die auf etwa vier Meter Höhe liegt. Von hier führt wiederum eine Betontreppe zu einem Zwischenpodest und von diesem eine Holztreppe über weitere Zwischenpodeste zur oberen, ebenfalls überdachten Aussichtsplattform.
Von hier hat man aus 24 Meter Höhe (168 m ü. NN) einen weiten Blick über die Krausnicker Berge hinweg und die sich nördlich erstreckenden Heideseen. Westsüdwestlich ist die Halle des Tropical Islands zu sehen. Bei guten Sichtbedingungen ist im Nordnordwesten der 58 km entfernte Berliner Fernsehturm zu erkennen.

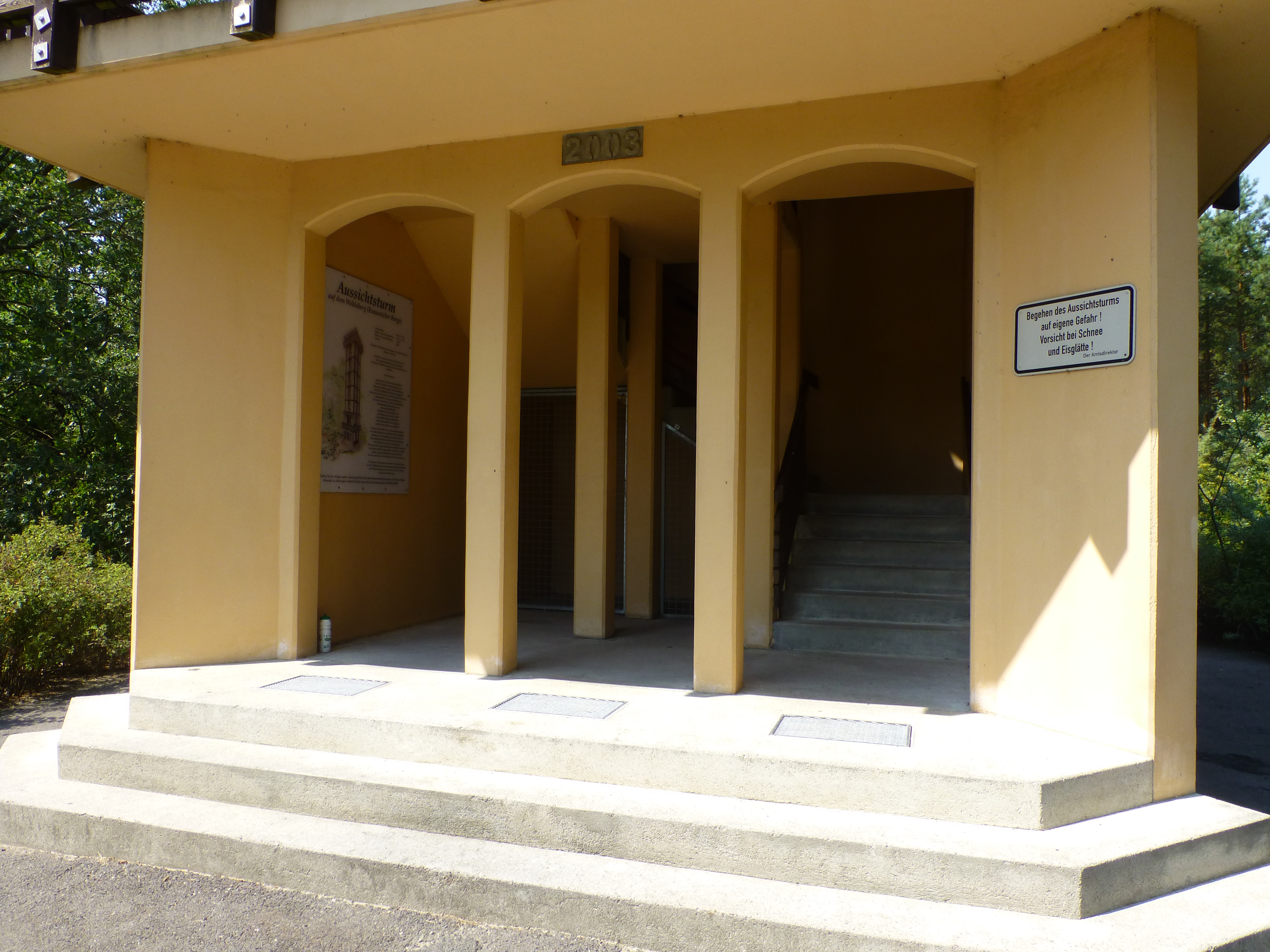
Eingangsbereich des Turms
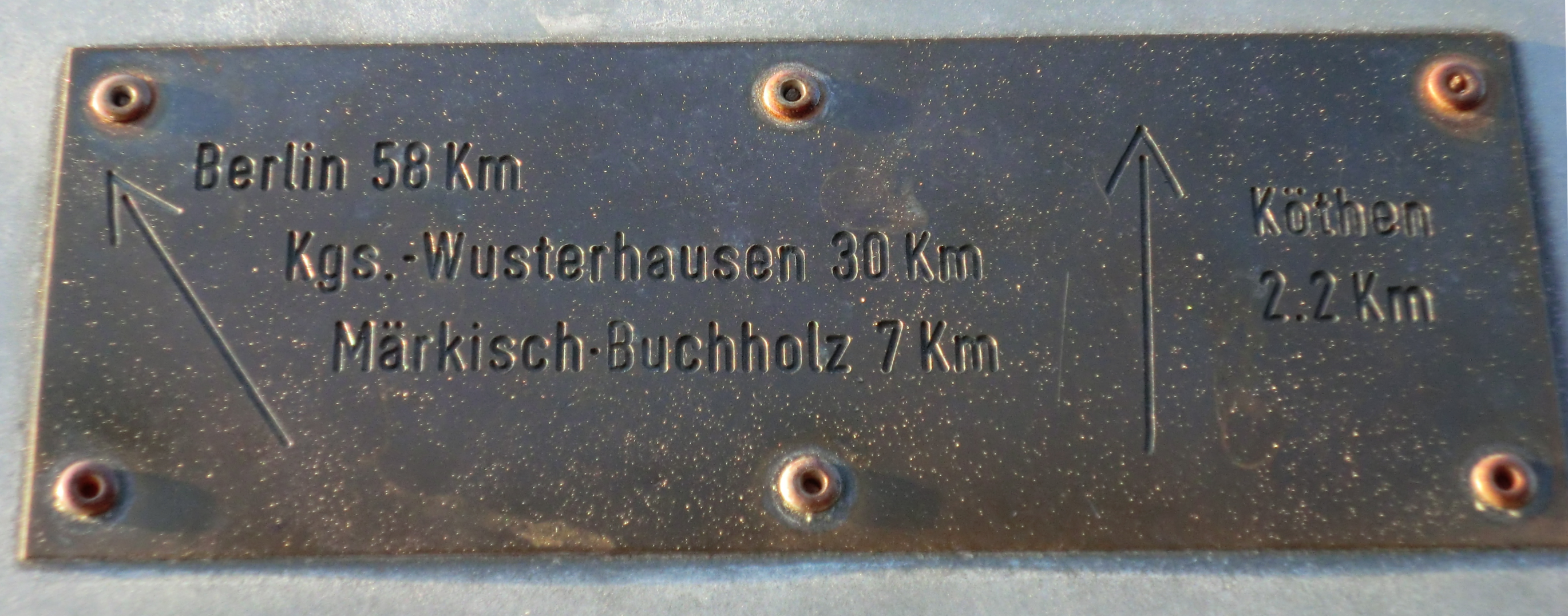
Sichthinweis auf dem Turm
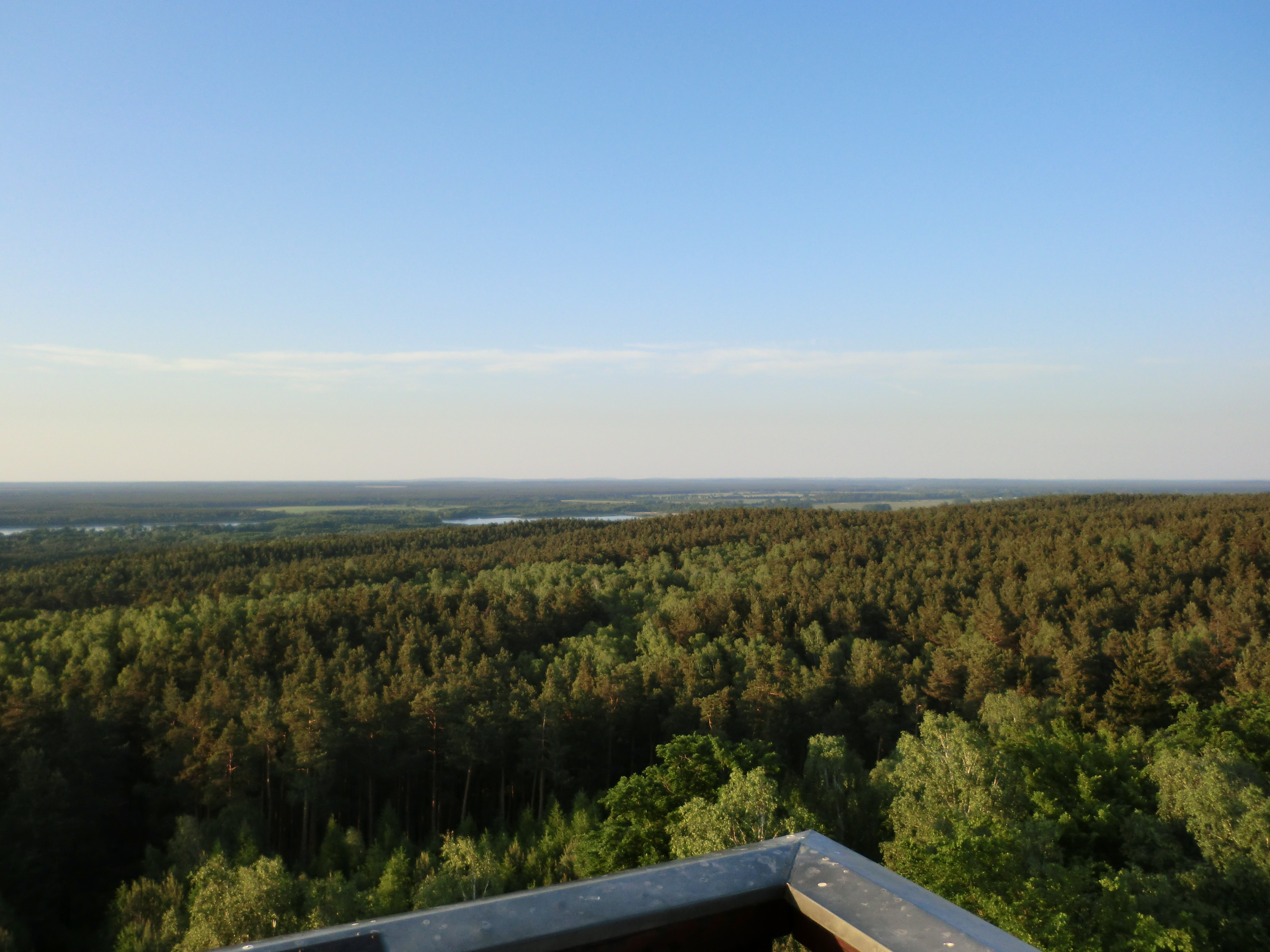
Blick über den Köthener See in Richtung Klein Wasserburg
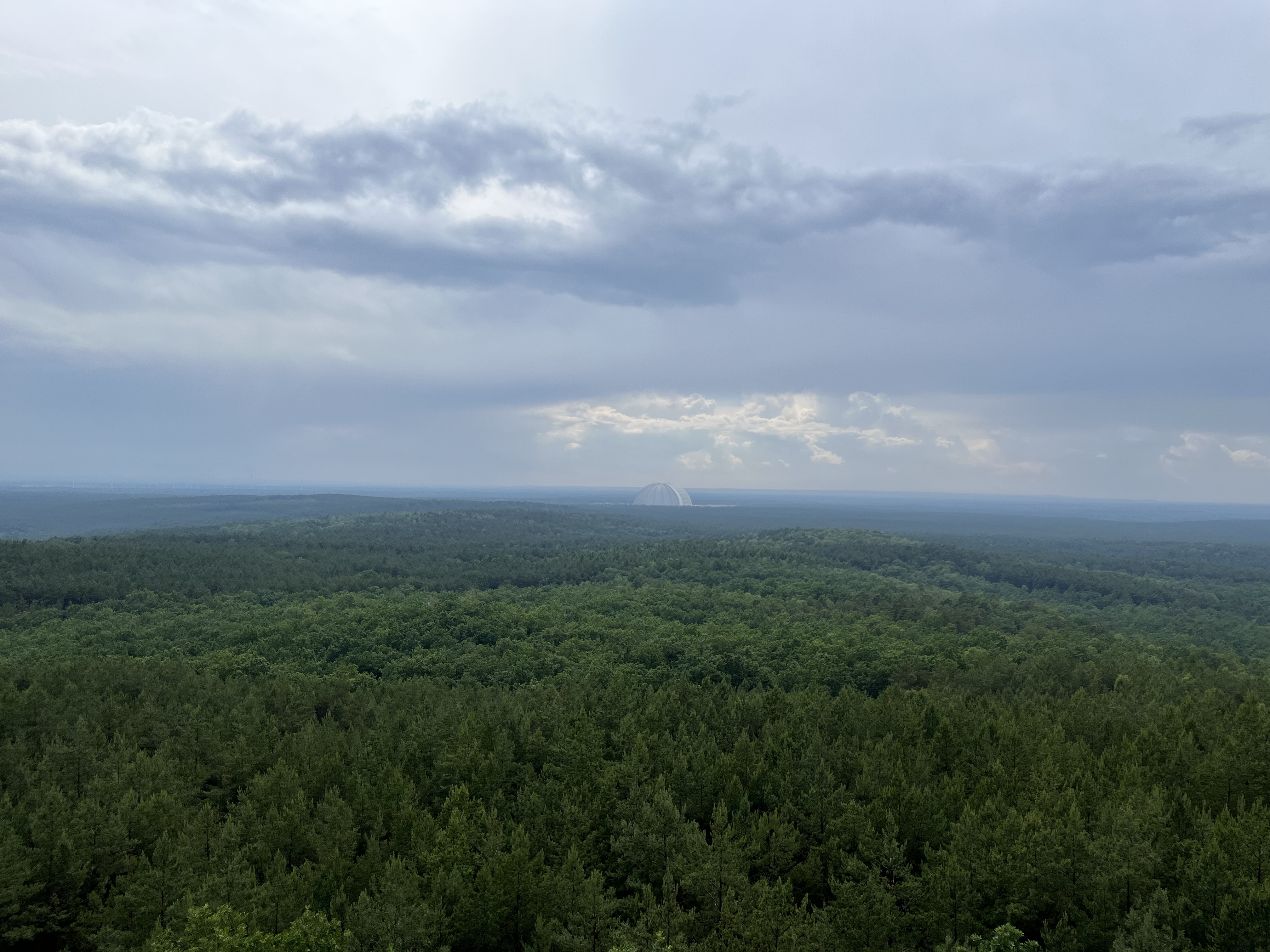
Blick über das Tropical Islands

## Verkehr und Wandern
Über den Wehlaberg verläuft südlich des Gipfels der Europäische Fernwanderweg E10 sowie der Gurken-Radweg.

## Weiteres
Rund 600 m östlich des Gipfels steht auf einer Bergkuppe der Sendemast eines Mobilfunkbetreibers und ein Feuerwachturm.